# Такахасі Міхо
Такахасі Міхо (1 грудня 1992) — японська плавчиня.
Учасниця Олімпійських Ігор 2012, 2016 років.